# Sap Bani Khamis
Sap Bani Khamis (ou As Sab) est un village de montagne escarpé situé à proximité du Jebel Shams – point culminant du Sultanat d'Oman –, dans le Hajar occidental. Aujourd'hui abandonné, il était constitué d'habitations semi-troglodytes dont il subsiste quelques vestiges.

## Accès

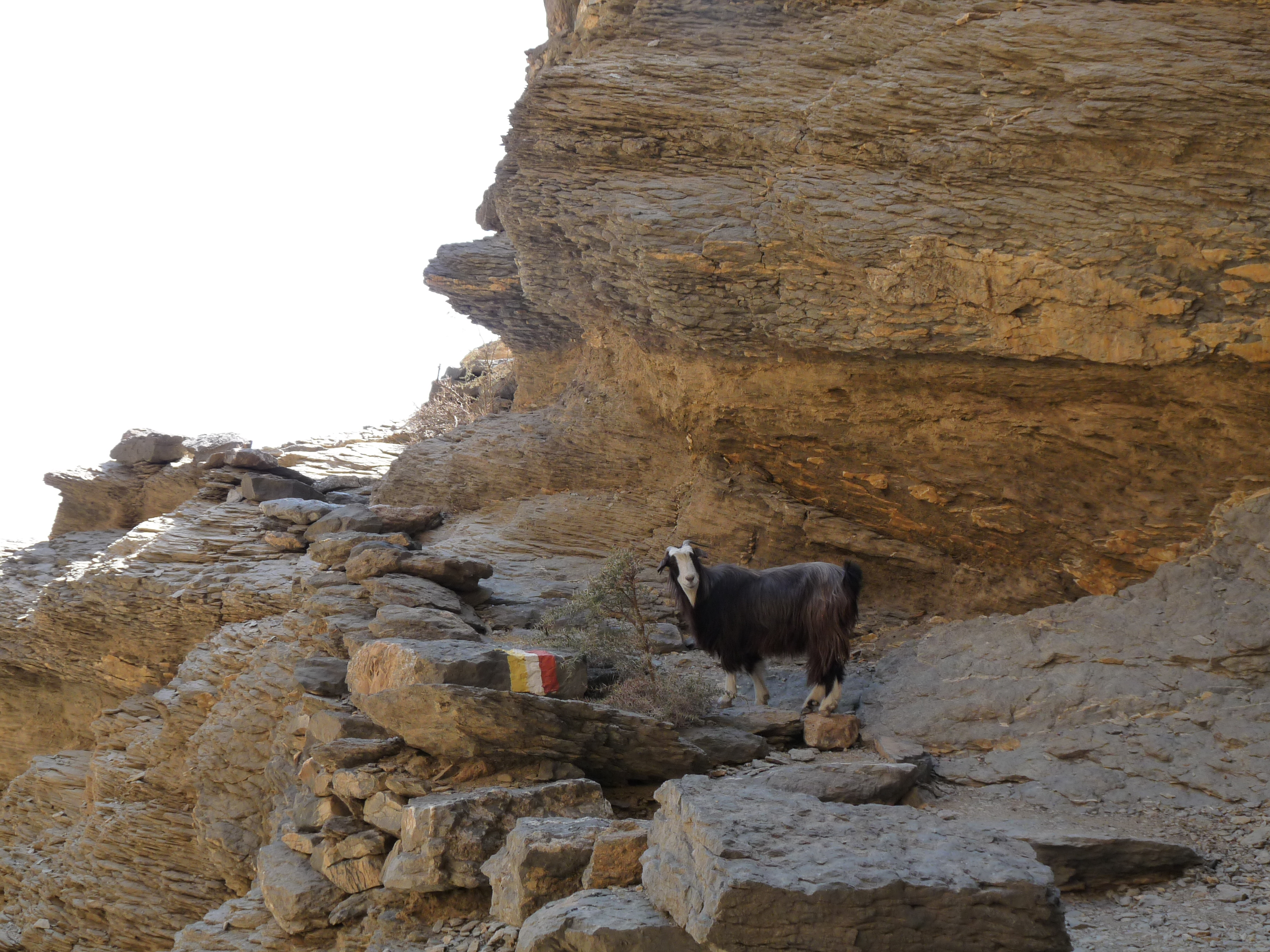
Chèvre sur le sentier d'accès balisé

Le site se trouve au nord de la région Ad-Dākhilīyah, près de la ville d'Al Hamra. Avec un véhicule, on peut atteindre le village d'Al Khitaym, situé à une altitude de 1 900 m. De là, un ancien sentier muletier longeant la paroi Ouest du Wadi Nakhar (surnommé « le Grand Canyon », par analogie avec le Grand Canyon du Colorado) conduit en quelques kilomètres au village abandonné. 
Ce parcours de randonnée classique est entièrement balisé. Une via ferrata est aménagée dans les environs.

## Architecture

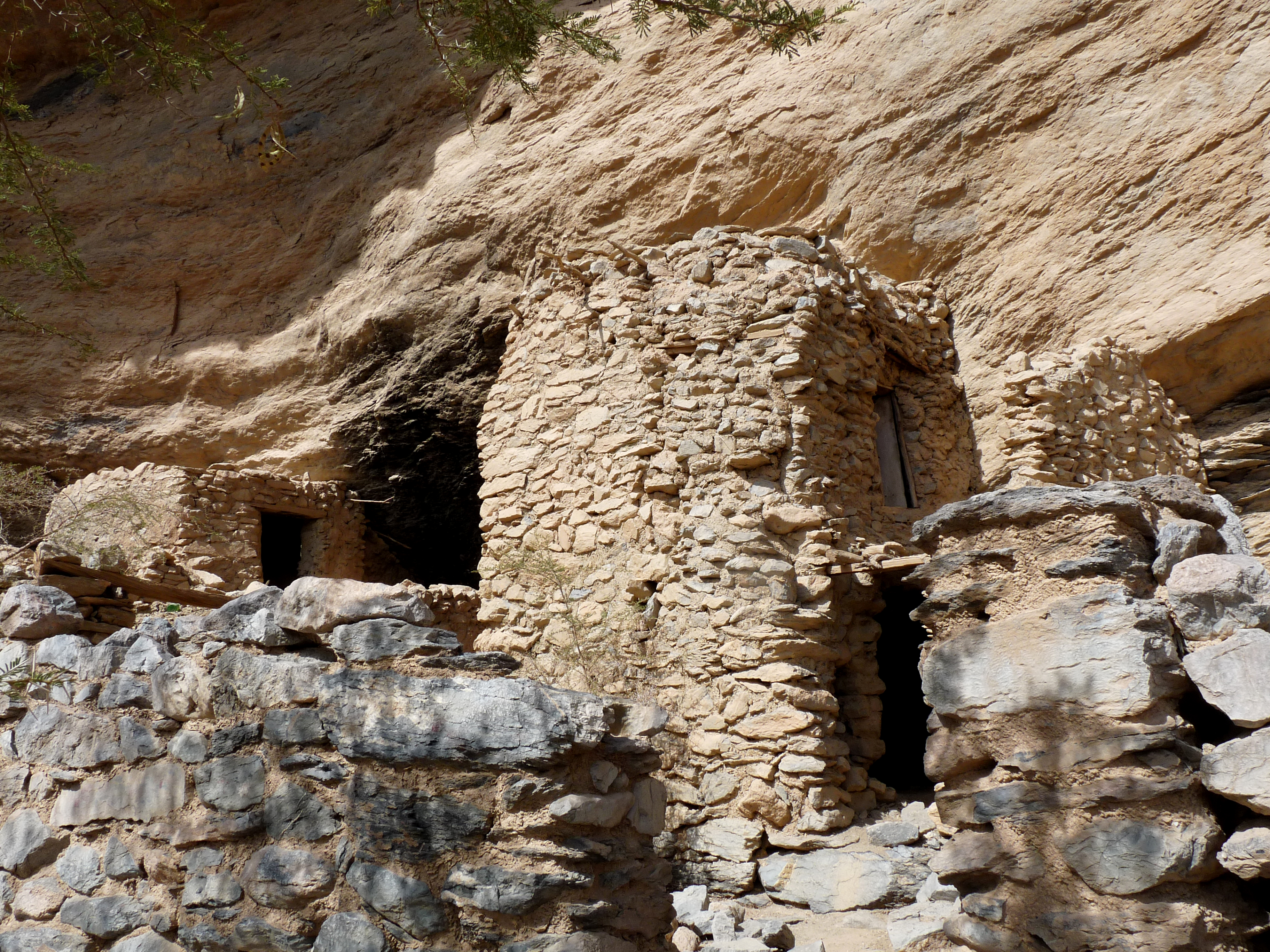
Maison troglodyte

Les maisons sont en pierre sèche. Les bois locaux utilisés pour la construction sont l'épine du Christ (Spina christi), le genévrier, l'acacia et l'olivier. Des meules à farine sont encore visibles.

## Population
Une quinzaine de familles vivaient là jusqu'au milieu des années 1970.  Avec l'avènement du sultan Qaboos, le pays a subi de profondes transformations et les habitants ont été relogés. Ils sont désormais installés à Wadi Ghul ou à Al Hamra, la plus grande ville de la région.

## Économie

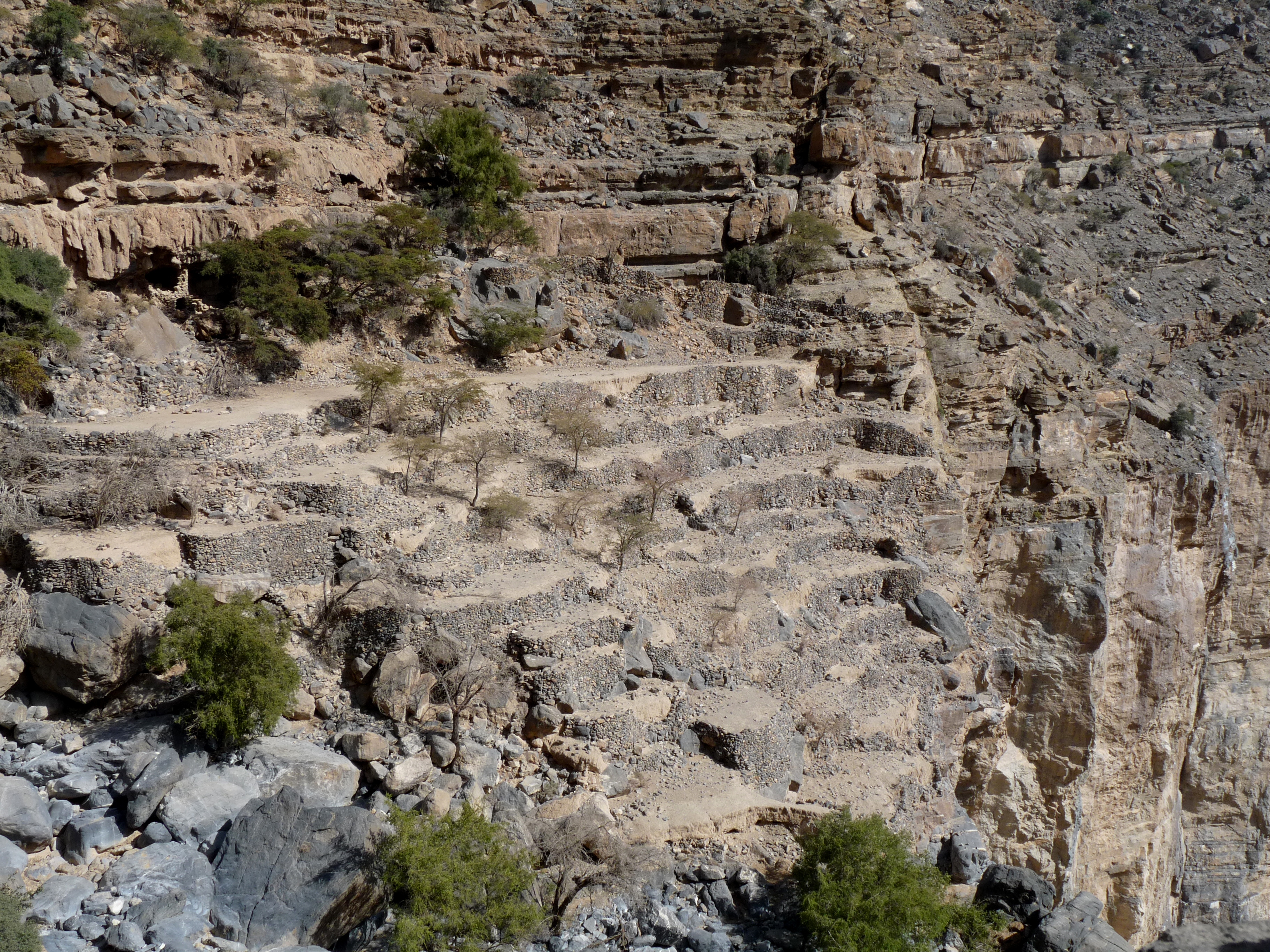
Murets de terrasses très escarpées

Comme en témoignent les terrasses encore accrochées au flanc de la montagne, les habitants pratiquaient l'agriculture, produisant pastèques, oignons, tomates, piments, grenades, citrons, blé et basilic. Ils élevaient également des chèvres, des moutons et des ânes.
Le village bénéficiait d'un bon approvisionnement en eau. Un bassin (Bi'r Dakhilyah) est encore visible au-dessus des terrasses. Le système d'irrigation est celui du falaj, caractéristique du pays.